# Kathleen Widdoes
Kathleen Widdoes (Wilmington (Delaware), 21 maart 1939) is een Amerikaanse actrice.

## Biografie
Widdoes heeft gestudeerd aan de universiteit van Parijs en verhuisde hierna naar New York om zich te richten op het acteren in het theater.
Widdoes begon met het acteren in off-Broadwaytheaters en maakte in 1958 haar debuut op Broadway met het toneelstuk The Firstborn. Hierna speelde zij nog meerdere rollen op Broadway.
Widdoes begon in 1958 met acteren voor televisie in de televisieserie Young Dr. Malone. Hierna heeft zij nog meerdere rollen gespeeld in televisieseries en films. het meest bekend is zij van haar rol als Emma Snyder in de televisieserie As the World Turns waar zij in honderdeenentachtig afleveringen speelde (1986-2010). Voor deze rol is zij viermaal genomineerd geweest voor een Daytime Emmy Award (1986, 1987, 1991 en 1994).
Widdoes was van 1964 tot en met 1972 getrouwd en heeft hieruit een dochter, en ze is nu getrouwd opnieuw getrouwd. In de jaren tachtig was zij eigenaresse van de restaurant The Blue Hen in New York.

## Filmografie

### Films
- 1998 Hi-Life – als Frankie
- 1996 Courage Under Fire – als Geraldine Walden
- 1986 Mafia Princess – als Angelina Giancana
- 1983 Without a Trace – als mrs. Hauser
- 1982 I'm Dancing as Fast as I Can – als dr. Rawlings
- 1974 Punch and Jody – als Margaret Howell Grant
- 1974 We the Women – als Anne Bradstreet
- 1973 The Return of Charlie Chan – als Irene Hadrachi
- 1973 Much Ado About Nothing – als Beatrice
- 1972 Savages – als Leslie
- 1971 The Mephisto Waltz – als Maggie West
- 1968 The Sea Gull – als Masha
- 1968 Petulia – als Wilma
- 1967 A Bell for Adano – als Tina
- 1966 The Group – als Helena

### Televisieseries
Uitgezonderd eenmalige gastrollen.
- 1985 – 2010 As the World Turns – als Emma Snyder – 1550 afl.
- 1997 – 2002 Oz – als mrs. Beecher – 3 afl.
- 1983 Ryan's Hope – als Una MacCurtain - 9 afl.
- 1978 – 1980 Another World – als Rose Perrini - 4 afl.
- 1963 The Doctors - als Charity - 5 afl.
- 1958 – 1959 Young Dr. Malone – als Jill Malone - 5 afl.

## Theaterwerk opBroadway
- 1992 Hamlet – als Gertrude
- 1983 – 1986 Brighton Beach Memoirs – als Blanche Morton (understudy)
- 1977 The Importance of Being Earnest – als Cecily Cardew
- 1972 – 1973 Much Ado About Nothing – als Beatrice
- 1965 – 1966 You Can't Take It With You – als Alice Sycamore (understudy)
- 1958 – 1960 The World of Suzie Wong – als toeriste
- 1958 The Firstborn – als Teusret

- International Standard Name Identifier: 0000 0000 3079 819X
- Library of Congress Control Number: n88100645
- Nationale Bibliotheek van Israël: 987007441713105171
- SNAC: w6p114qt
- Système universitaire de documentation: 150544189
- Virtual International Authority File: 28620699
- WorldCat: E39PBJcrbDjmqjTvRFqtKjvrbd